# Дженин (провинция)
Дженин (араб. محافظة جنين‎) — одна из 16 провинций Государства Палестина. Расположена на Западном берегу реки Иордан. Административный центр — Дженин.
Согласно переписи 2017 года, население провинции составляет 314 866 человек и 65 495 домашних хозяйств. Единственная провинция на Западном берегу, где большинство территории находится под контролем ПНА.
Четыре израильских поселения были эвакуированы Израилем в 2005 как часть одностороннего плана размежевания.